# Musothyma cyanastis
Musothyma cyanastis är en fjärilsart som beskrevs av Edward Meyrick 1897. Musothyma cyanastis ingår i släktet Musothyma och familjen nattflyn. Inga underarter finns listade i Catalogue of Life.